# Kenorland
Kenorland był według tektoniki płyt jednym z najwcześniejszych superkontynentów na Ziemi, istniejącym w okresie od 2,7 do 2,1 miliarda lat temu. Utworzył się on w erze neoarchaicznej na skutek akrecji (zderzenia) neoarchaicznych kratonów i utworzenia nowej skorupy kontynentalnej w masywnych erupcjach wulkanicznych, a rozpadł w paleoproterozoiku.
Kenorland składał się z Laurencji (kratonu będącego główną częścią dzisiejszej Ameryki Północnej i Grenlandii), Bałtyki (dzisiejsza Skandynawia i Bałtyk), zachodniej Australii i Kalahari.
Na rekonstrukcję superkontynentu pozwala orientacja paleomagnetyczna skał z tego okresu i znajdujące się w nich liczne dajki, jak również istnienie podobnych sekwencji stratygraficznych na różnych kontynentach.
Kenorland nie był z pewnością najdawniejszym lądem na Ziemi. Znajdująca się w jego centrum Tarcza fennoskandzka powstała dużo wcześniej – ponad 3,1 mld lat temu. Kraton Yilgarn (dzisiejsza Australia zachodnia) zawiera kryształy cyrkonu, datowane na 4,4 mld lat.